# Svetonedeljski Breg
Svetonedeljski Breg is een plaats in de gemeente Sveta Nedelja in de Kroatische provincie Zagreb. De plaats telt 154 inwoners (2001).